# Bejhan szultána
Bejhan szultána (Trabzon, ? - Isztambul, 1559) oszmán szultána. I. Szelim szultán és Ajse Hafsza szultána leánya, I. Szulejmán szultán húga.

## Házassága
Bejhan szultána születési ideje ismeretlen, csak annyit tudunk, hogy Trabzonban született. Apja I. Szelim szultán, a rettenetes, anyja Ajse Hafsza szultána, Szelim első ágyasa volt.
1513-ban feleségül ment Ferhád pasához. Ferhád 1524. november 1-jén elfojtotta a lázadást Janberdinél, utána azonban Szulejmán parancsára kivégezték, mert pénzéhes és könyörtelen magatartása veszélyt jelentett a birodalomra. Ekkor a szultána elhidegült Szulejmántól és nem volt hajlandó újra férjhez menni. Önkéntes száműzetésben élt távol Isztambulból. 1559-ben hunyt el. Nyughelye az apja által építtetett Javuz Szelim-dzsámiban található.

## Alakja a művészetben
- A 2011-ben indult Szulejmán című török sorozatban Pınar Çağlar Gençtürk török színésznő alakítja Bejhan szultánát.

## Fordítás
- Ez a szócikk részben vagy egészben  a   Beyhan Sultan (daughter of Selim I) című angol Wikipédia-szócikk fordításán alapul.  Az eredeti cikk szerkesztőit annak laptörténete sorolja fel. Ez a jelzés csupán a megfogalmazás eredetét és a szerzői jogokat jelzi, nem szolgál a cikkben szereplő információk forrásmegjelöléseként.